# ایهور زایتسف (بازیکن بسکتبال)
ایهور زایتسف (انگلیسی: Ihor Zaytsev؛ زادهٔ ۱۱ مهٔ ۱۹۸۹) بازیکن بسکتبال اهل اوکراین است.